# Macia
Macia es una ciudad (Vila de Macia) de Mozambique, capital del distrito de Bilene Macia, en la provincia de Gaza). Se encuentra a cerca de 140 km al norte de Maputo. En 2008 fue elevada a la categoría de municipio.

## Geografía
Situada en el centro del distrito a 78 m s. n. m. Linda al norte con el puesto de Mazivila; al sur con el de Macuane; al este con el de Chissano; y al oeste con el de Messano.

## Comunicaciones
Cruce de caminos en la carretera EN-1, de Maputo a ciudad de Xai-Xai, de donde parte hacia el norte la nacional 205 que nos conduce a Massangena.

## División administrativa
Puesto administrativo (posto administrativo)  con  una población de 36 212 habitantes y, formado por una sola  localidad: Macia, sede.
Código Postal 90201.